# New Years Day
 (avril 2021).
La mise en forme du texte ne suit pas les recommandations de Wikipédia : il faut le « wikifier ».
Les points d'amélioration suivants sont les cas les plus fréquents. Le détail des points à revoir est peut-être précisé sur la page de discussion.
- Les titres sont pré-formatés par le logiciel. Ils ne sont ni en capitales, ni en gras.
- Le texte ne doit pas être écrit en capitales (les noms de famille non plus), ni en gras, ni en italique, ni en « petit »…
- Le gras n'est utilisé que pour surligner le titre de l'article dans l'introduction, une seule fois.
- L'italique est rarement utilisé : mots en langue étrangère, titres d'œuvres, noms de bateaux, etc.
- Les citations ne sont pas en italique mais en corps de texte normal. Elles sont entourées par des guillemets français : « et ».
- Les listes à puces sont à éviter, des paragraphes rédigés étant largement préférés. Les tableaux sont à réserver à la présentation de données structurées (résultats, etc.).
- Les appels de note de bas de page (petits chiffres en exposant, introduits par l'outil «  Source ») sont à placer entre la fin de phrase et le point final[comme ça].
- Les liens internes (vers d'autres articles de Wikipédia) sont à choisir avec parcimonie. Créez des liens vers des articles approfondissant le sujet. Les termes génériques sans rapport avec le sujet sont à éviter, ainsi que les répétitions de liens vers un même terme.
- Les liens externes sont à placer uniquement dans une section « Liens externes », à la fin de l'article. Ces liens sont à choisir avec parcimonie suivant les règles définies. Si un lien sert de source à l'article, son insertion dans le texte est à faire par les notes de bas de page.
- La présentation des références doit suivre les conventions bibliographiques. Il est recommandé d'utiliser les modèles {{Ouvrage}}, {{Chapitre}}, {{Article}}, {{Lien web}} et/ou {{Bibliographie}}. Le mode d'édition visuel peut mettre en forme automatiquement les références.
- Insérer une infobox (cadre d'informations à droite) n'est pas obligatoire pour parachever la mise en page.

Pour une aide détaillée, merci de consulter Aide:Wikification.
Si vous pensez que ces points ont été résolus, vous pouvez retirer ce bandeau et améliorer la mise en forme d'un autre article.
New Years Day est un groupe américain de metal formé en 2005 et originaire d'Anaheim, en Californie.

## Historique

### Débuts (2004–2005)
Le groupe est formé à la fin de 2004, lorsque le bassiste Adam Lohrbach quitte le groupe Home Grown. Le dernier album de ce groupe, When it All Comes Down, sorti en 2004, s’écartait du style pop punk humoristique des compositions précédentes, et incorporait plus d’éléments émotionnels que Lohrbach appliquera aussi avec New Year's Day. Il se rapproche alors de la chanteuse Ashley Costello et du guitariste et claviériste Keith Drover, et le groupe d’amis ainsi formé commence à répéter les morceaux écrits par Costello et Lohrbach. Ces chansons sont fortement imprégnées de leurs expériences passées, tous les trois ayant récemment subi des ruptures difficiles.
Le groupe sort une démo de deux titres, et Eric Seilo, un de leurs amis mutuels, les rejoint pour jouer de la basse sur les tournées en 2005. Il les quittera fin 2005 pour se consacrer à ses études. Le groupe est ensuite rejoint par Mike Schoolden (ancien guitariste de Wakefield), et le batteur Russel Dixon. Le nom New Year’s Day est choisi lors du passage en 2006, le groupe le trouvant représentatif du nouveau départ qu’ils cherchent tous.

### Razor EPetMy Dear(2006–2010)
Le groupe commence à se faire connaître grâce à sa promotion, aux concerts, et aux titres postés sur le réseau social Myspace, il figure d’ailleurs sur la compilation MySpace Records, Volume 1, et dans la bande originale du jeu vidéo Saints Row. Après avoir reçu une offre de Decaydance Records, le label de Pete Wentz, le groupe signe finalement avec TVT Records et sort un album éponyme en 2006. Auparavant connu sous le titre de Razor EP, il est principalement distribué sur Internet, par exemple via iTunes, et des versions physiques sont disponibles lors des concerts. Le groupe se produit au festival South by Southwest cette même année.
En 2006 et 2007, New Year's Day auto-finance et auto-produit son premier album studio, My Dear, enregistré sur huit mois chez leur ami et producteur Eugene Perreras. L’album sort le 8 mai 2007, et contient des collaborations avec les membres de Reel Big Fish et Motion City Soundtrack. Pendant ce temps, le groupe se produit en concert avec The Fall of Troy, The Red Jumpsuit Apparatus, Ozma, Hawthorne Heights, entre autres. Le premier clip vidéo best torrent sites, pour le single I Was Right est dirigé par Shane Drake, gagne un prix du MTVU pour le « meilleur nouveau groupe », et se voit donc ajouté à la liste de lecture de la chaîne. Après le Vans Warped Tour, le guitariste Keith Drover quitte le groupe pour s’installer en Suède.
TVT Records fait faillite en 2008, et vend ses actifs d’enregistrement à la maison de disques The Orchard. My Dear ne reçoit donc qu’une maigre promotion, et est plus ou moins oublié. Schoolden et Lohrbach quittent peu après le groupe. Cependant, les membres restants décident de continuer, et commencent à composer de nouveaux morceaux début 2009. Aux alentours de septembre, deux titres sont dévoilés sur leur page MySpace. À l’évocation d’un nouvel album, la chanteuse Ashley Costello répond « Il est à l’état de démo pour l’instant, nous sommes encore en train de composer et d’enregistrer en même temps. Il devrait sortir au printemps 2010. »

### The Mechanical Heart(2010–2012)
Le 12 mars 2010, Alternative Press annonce l'apparition du groupe au Warped Tour. New Year's Day publie son premier album japonais intitulé Headlines and Headstones le 2 juillet 2010 chez Spinning Inc. L'album comprend des chansons de leur dernier EP, leur premier album My Dear, une reprise de Lady Gaga, et de nouvelles chansons issues de leur album à venir.
Le 15 mai 2011, Hollywood Waste annonce la signature de New Year's Day. Leur nouvel EP, The Mechanical Heart est publié le 21 juin 2011. Ils jouent en soutien à Blood on the Dance Floor à leur tournée All the Rage Tour d'octobre à décembre Nikki Misery devient leur nouveau new guitariste à cette tournée, remplaçant Matthew Lindblad.

### Victim to Villain(2013–2014)
Après tant d'attente, New Year's Day publie son deuxième album, Victim to Villain, le 11 juin 2013 chez Century Media Records. Ils jouent ensuite à toutes les dates du Vans Warped Tour 2013. New Year's Day tourne en fin d'année avec Otep et Stolen Babies, et rejoint William Control et Combichrist au printemps 2014.
Au début de 2014, Nick Turner quitte New Year's Day et est remplacé par Nick Rossi. Le groupe marque dans une tournée européenne avec Escape the Fate et Glamour of the Kill. Avant la tournée, Jake Jones quitte New Year's Day, et est remplacé par le guitariste Tyler Burgess. Ils publient le single de leur nouvel EP Epidemic intitulé Other Side. L'EP est publié chez Grey Area Records le 18 novembre 2014. Le groupe quitte discrètement son ancien label, Century Media Records. Sur l'EP, Costello explique à l'Alternative Press, « on a fait ça grâce à l'expérience qu'on a acquis l'année dernière... »

### Malevolence(depuis 2015)
En février 2015, New Year's Day annonce sa venue au Vans Warped Tour. Ils joueront aussi à Los Angeles le 7 avril avec notamment  Metro Station, Crossfaith, As It Is.
Le groupe annonce un nouvel album durant fin 2015. Ils jouent la nouvelle chanson Kill or be Killed au Warped Tour. Ils annoncent que la chanson sera publiée comme single en juin 2015. Puis ils annoncent le titre de leur troisième album, Malevolence.
En 2016, New Years Day reprend la chanson Sleep de My Chemical Romance pour un album hommage de Rock Sound.

## Membres

### Membres actuels
- Ashley Costello – chant (depuis 2005)
- Nikki Misery – guitare solo (depuis 2011)
- Austin Ingerman – guitare rythmique(depuis 2018)

### Anciens membres
- Eric Seilo – basse (2005)
- Keith Drover – guitare rythmique, claviers, chœurs (2005–2008)
- Adam Lohrbach – basse, guitare solo, chœurs (2005–2007)
- Mike Schoolden – guitare solo, chœurs (2005–2008)
- Anthony Barro – basse, chant guttural (2007–2014)
- Russell Dixon – batterie (2005–2013)
- Dan Arnold – guitare solo (2010)
- Matthew Lindblad – guitare rythmique, chœurs (2011)
- Jake Jones –  guitare solo (2011–2014)
- Nick Rossi – batterie (2014–2015)
- Tyler Burgess – basse, chœurs (2014–2015), guitare rythmique (2014)
- Chris Khaos – basse (2015)
- Brandon Wolfe – basse (2015–2016)
- Trixx Daniel – batterie (2015–2016)
- Jeremy Valentine - guitare rythmique, chœurs (2015-2018)
- Joshua Ingram - batterie (2016-2018)
- Frankie Sil – basse (2016-2019)
- Longineu Parsons – batterie (2019-2021)